# Rechtbank (Nederland)

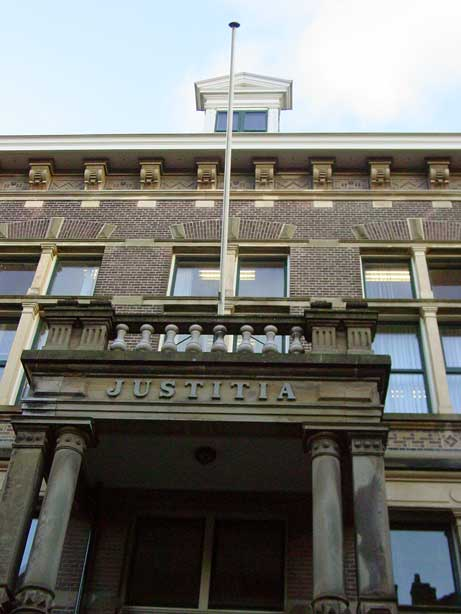
De oude rechtbank van Haarlem aan de Janstraat.

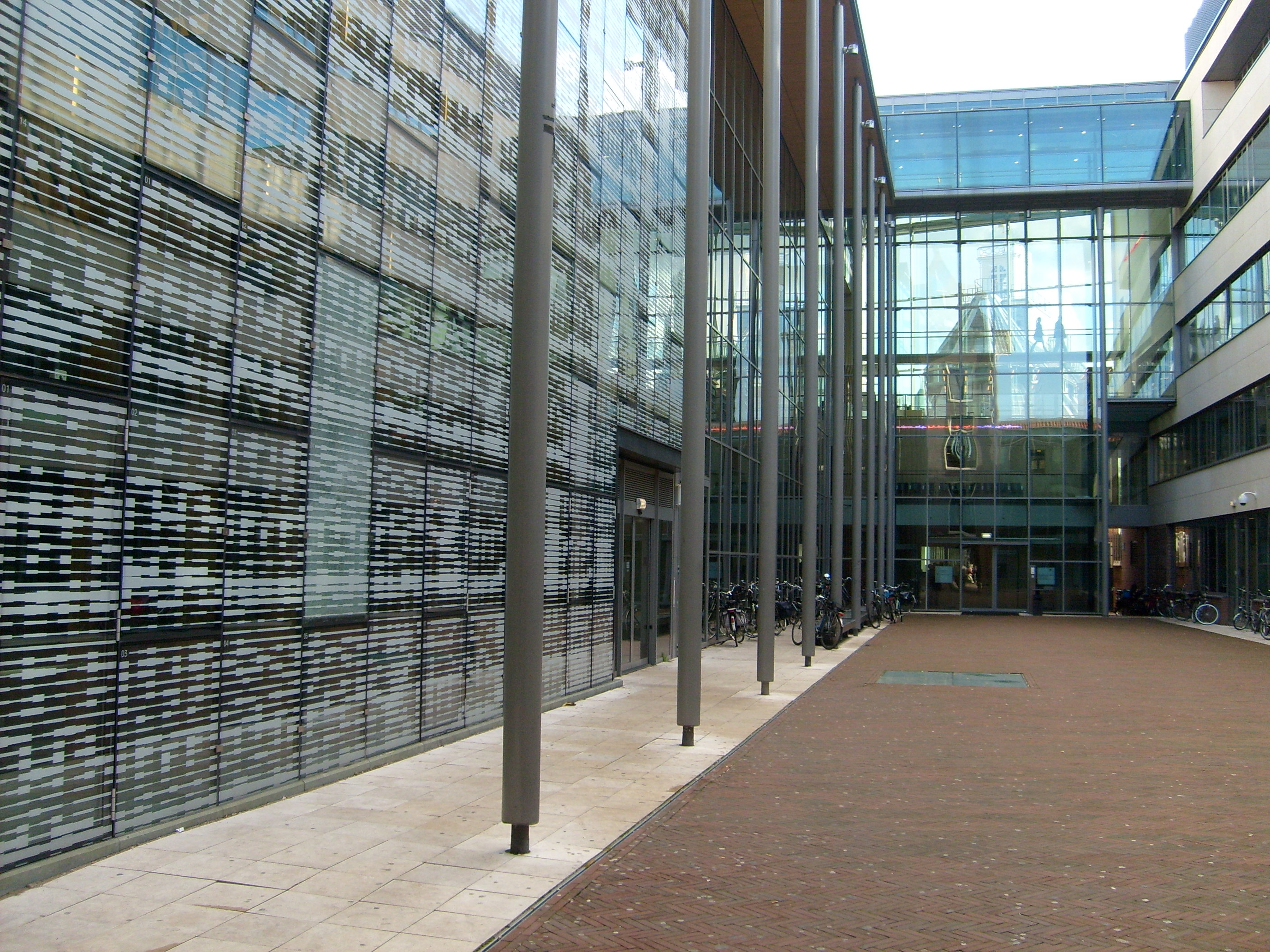
Nieuwe Haarlemse rechtbank aan het Klokhuisplein.

Dit artikel behandelt de rechtbanken in Nederland, Voor een rechtbank in het algemeen zie. Rechtbank
De rechtbank is in Nederland het gerecht in eerste  aanleg voor het bestuursrecht (waaronder begrepen het fiscaal recht), het civiel recht en het strafrecht. 
In civiele en strafzaken is hoger beroep mogelijk bij het gerechtshof. Bij bestuursrechtszaken is tegen een uitspraak van de rechtbank hoger beroep mogelijk bij de Centrale Raad van Beroep als het gaat om sociale zekerheid en ambtenarenzaken, bij het College van Beroep voor het bedrijfsleven als het gaat om zaken met betrekking tot economische ordening (telecom, mededinging), het Gerechtshof Leeuwarden als het gaat om Wet-Mulderzaken (lichte verkeersovertredingen, die bestuursrechtelijk worden afgehandeld), het Gerechtshof als het gaat om belastingzaken en de Raad van State, voor alle overige bestuursrechtelijke zaken. Tegen uitspraken in hoger beroep van de gerechtshoven staat vervolgens het rechtsmiddel cassatie open bij de Hoge Raad.
Nederland kent 11 rechtbanken. Elke rechtbank heeft een eigen arrondissement ("regio"). Rechtspraak bij de rechtbank kan enkelvoudig zijn (één rechter behandelt de zaak) of meervoudig (drie rechters behandelen de zaak). Sinds 2001 zijn er geen zelfstandige kantongerechten meer, maar maken zij als sector kanton deel uit van een rechtbank.

## De rechtbank in het strafrecht
De rechtbank behandelt in principe alle misdrijven en de overtredingen.
Eenvoudige zaken worden door één rechter behandeld, de politierechter genoemd. Moeilijkere zaken worden door drie rechters bekeken (meervoudige kamer).
Eerst komt de officier van justitie aan het woord en daarna de verdachte of diens advocaat.
De politierechter doet meestal meteen mondeling uitspraak. De meervoudige kamer doet in het algemeen veertien dagen na de zitting uitspraak. Tegen die uitspraken is in principe hoger beroep mogelijk bij een gerechtshof.
De krijgsraad, de militaire rechter, bestaat niet meer als afzonderlijke instantie, maar is nu een onderdeel (militaire kamer) van de Arnhemse rechtbank.
Bij de rechtbank werkt een aantal gespecialiseerde rechters. De economische politierechter houdt zich bezig met economische vergrijpen, bijvoorbeeld overtreding van de winkelsluitingswet of de warenwet. De kinderrechter behandelt zaken waarin kinderen worden verdacht van het plegen van strafbare feiten.

## De rechtbank in het civiele recht
De rechtbank behandelt in principe alle zaken in eerste instantie. Partijen kunnen op twee manieren een procedure starten:
1. Door dagvaarding. Dit is de gebruikelijke manier bij een conflict tussen twee burgers of rechtspersonen. De partij die het proces begint wordt de eisende partij genoemd, de andere partij wordt de gedaagde partij genoemd. De procedure wordt aanhangig gemaakt door het betekenen van de dagvaarding door de gerechtsdeurwaarder aan de gedaagde partij.
2. Met een verzoekschrift. Met name familiezaken worden ingeleid door het indienen van een verzoekschrift bij de rechtbank. Ook het aanvragen van een faillissement geschiedt door een verzoekschrift.

### De rechters in het civiele recht
Zaken omtrent huur, huurkoop, arbeidsovereenkomsten en geldvorderingen tot € 25.000,00 worden door de kantonrechter behandeld. De overige zaken worden, afhankelijk van de complexiteit van de zaak, afgehandeld door een enkelvoudige kamer met één rechter. In uitzonderingsgevallen kan een zaak door een meervoudige kamer, met drie rechters, worden behandeld.
In spoedeisende gevallen kan een kort geding worden aangespannen om een voorlopige voorziening te vragen. Het lid van de enkelvoudige kamer die kort gedingen behandelt, heet voorzieningenrechter. Zijn aanspreektitel is formeel 'president in kort geding' - een herinnering aan vroeger, toen kort gedingen door de president van de rechtbank werden gedaan.
In zaken bij de kantonrechter en als gedaagde in kort geding kunnen burgers in persoon procederen. In alle andere gevallen is men verplicht om een advocaat in te schakelen. Dat heet "verplichte procesvertegenwoordiging".

### De meervoudige kamer
Bij zaken die worden gevoerd voor een meervoudige kamer, is één rechter de voorzitter. De rechters overleggen onderling in de raadkamer, en wijzen uiteindelijk een gezamenlijk vonnis. Wat wordt besproken in de raadkamer wordt wel het geheim van de raadkamer genoemd, omdat niemand weet wat de rechters precies hebben besproken, of zij het met elkaar eens waren en of er een stemming heeft plaatsgevonden. Dit geldt zowel voor het civiele recht als voor het strafrecht.

## De rechtbank in het bestuursrecht
Alle rechtbanken in Nederland hebben een sector bestuursrecht. Hier is het mogelijk om een zaak aanhangig te maken in een geschil omtrent een besluit. Een besluit is ingevolge artikel 1:3 lid 1 Awb een schriftelijke beslissing van een bestuursorgaan, inhoudende een publiekrechtelijke rechtshandeling. Dit is bijvoorbeeld de verlening van een aangevraagde bouwvergunning, dit is ingevolge lid 2 van dat artikel een beschikking aangezien het niet van algemene strekking is. Wanneer een burger zich niet kan verenigen met een dergelijk besluit staat hem ingevolge artikel 8:1 Awb over het algemeen de mogelijkheid open hiertegen beroep in te stellen bij een rechtbank. Ex. artikel 7:1 Awb dient degene wie dit recht toekomt wel eerst bezwaar te maken bij het bestuursorgaan dat het besluit heeft genomen. Indien deze beide procedures zijn afgerond maar het besluit nog steeds niet naar de zin van de burger is staat hoger beroep open bij bijvoorbeeld de Afdeling bestuursrechtspraak van de Raad van State, Centrale Raad van Beroep of het College van Beroep voor het bedrijfsleven. In tegenstelling tot de civiele procedure is het de bestuursrechtelijke procedure laagdrempelig.
In 1995 is het bestuursrecht gewijzigd. De Bestuursrechter is daarmee in zijn/haar bevoegdheden beknot, wat voor de burgers de mogelijkheden om in beroep te gaan sterk heeft beperkt. De rechter mag niet meer inhoudelijk een zaak bekijken, alleen of de overheidshandeling rechtmatig is (er voldaan is aan de procedures).